# Isac Carvalho
Isac Tome Filipe de Carvalho (ur. 27 czerwca 1989 w Maputo) – mozambicki piłkarz grający na pozycji napastnika. Od 2022 jest zawodnikiem klubu Ferroviário Nampula.

## Kariera klubowa
Swoją karierę piłkarską Carvalho rozpoczął w klubie Grupo Desportivo de Maputo. W sezonie 2008 zadebiutował w jego barwach w pierwszej lidze mozambickiej. W sezonie 2009 wywalczył z nim wicemistrzostwo Mozambiku. W latach 2013–2016 był zawodnikiem CD Maxaquene, a w latach 2017-2021 był graczem CD Costa do Sol. Wywalczył z nim mistrzostwo kraju w sezonie 2019, wicemistrzostwo w sezonie 2017 oraz zdobył dwa Puchary Mozambiku w sezonach 2017 i 2018. W 2022 roku przeszedł do Ferroviário Nampula.

## Kariera reprezentacyjna
W reprezentacji Mozambiku Carvalho zadebiutował 22 grudnia 2013 w zremisowanym 1:1 towarzyskim meczu z Eswatini, rozegranym w Matoli.